# Río Brugent (afluente del Francolí)

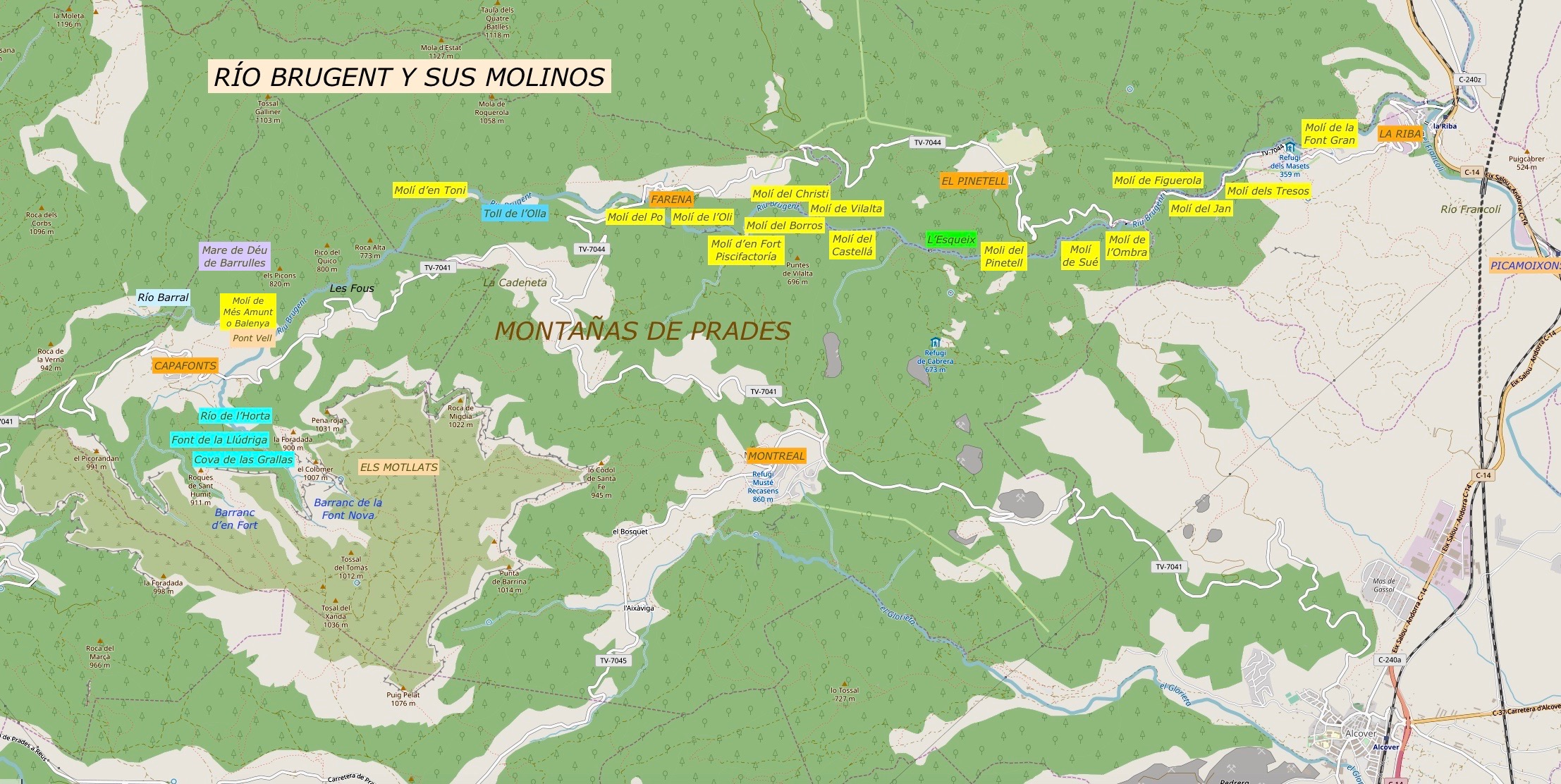
El río Brugent y los molinos desde su nacimiento en Capafons hasta La Riba

El Brugent es un afluente por el margen derecho del río Francolí, con una longitud de unos 18 km. Nace en el término municipal de Capafons, en las montañas de Prades y desemboca en el río Francolí en la localidad de La Riba. Debido a su rápido descenso y a los numerosos saltos de agua entre los 735 m de altitud de Capafons y los 250 m de La Riba, este río sirvió a numerosos molinos de grano a lo largo de su recorrido.

## El nacimiento

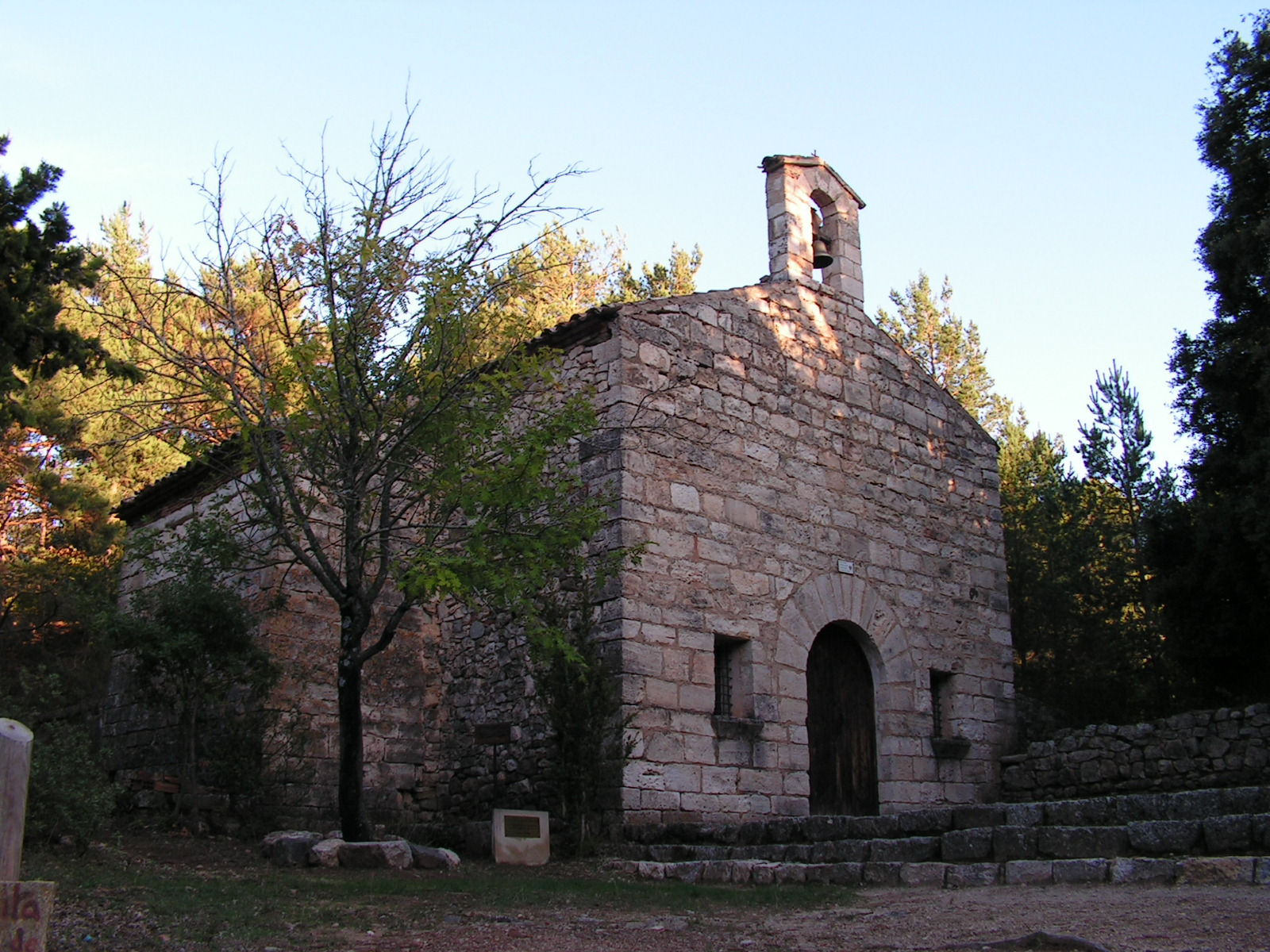
Ermita de la Mare de Déu de Barrulles, en uno de los primeros afluentes de la cabecera del río Brugent

El Brugent nace en las Montañas de Prades, de la unión de las aguas de los ríos Damunt la Vila y Barral. El primero recoge las aguas de los barrancos de Ribatell, con los de la Llengua Eixuta y en Fort en su cabecera, del de l'Horta, con los de la Llúdriga y la Pixera en su cabecera, y del de Tarascona. El del Barral recoge las aguas de los barrancos de Rebollans, Marfanyes y las Fontetes y la font del Foradet. Aguas arriba de los barrancos hay numerosas fuentes, entre ellas la del L'Ermita, la del Fortet, les Fontetes, la del Teodoro, la de Sant Jordi y la del Pere Joan, que nutren el río del Barral, y las fuentes del Pujol, el Toll, la Llódriga, l'Escudelleta, la Font Nova y la del Abeurador en la cuenca del Damunt la Vila.
Entre todos los barrancos forman un círculo alrededor del pueblo de Capafons, a 736 m de altitud, formado por tellos de 1.000 a 1.100 m de altitud. La carretera TV-7041, que sube desde Capafons, sale hacia el oeste por el coll de Capafons a 936 m de altitud. Las montañas que rodean Capafons tienen nombres como Cantacorbs, Serrat de Voltora, Serra Plana y els Motllats. De este a oeste, se encuentran, al norte, las cimas de els Picons o Roca Alta, de 819 m, a cuyos pies se halla la ermita de la Mare de Déu de Barrulles, cerca de las fuentes de la Emita y el Fortet, el Tossal Galliner, de 1103 m, en una zona de altiplanicies, el Mas del Gravat, a 1104 m, el coll del Dineral, a 1128 m, la Roca del Gríngol, de 1177 m y lo Mas del Celestino; al oeste, els Pics, de 1135 m, la Roca dels Corbs, de 1096 m, la Roca de la Verna, de 942 m, el Picorandan, de 991 m, y al sur, las Roques de Sant Humit, a 902 m, el Colomer, de 1007 m, el Tossal de Tomàs, de 1012, el Tossal de Xanda, de 1034, y la zona del Els Motllats, que se extiende por la Plana o Llano del Llaurador, a 1025 m, rematada en su borde norte por Peña Roja, de 1031 m y la Roca del Migdia, de 1022, descendiendo en la serra de la Embestida hasta la plana de Limar a 700 m, por donde transcurre la carretera y luego en forma de acantilados hasta el Brugent.

## Recorrido

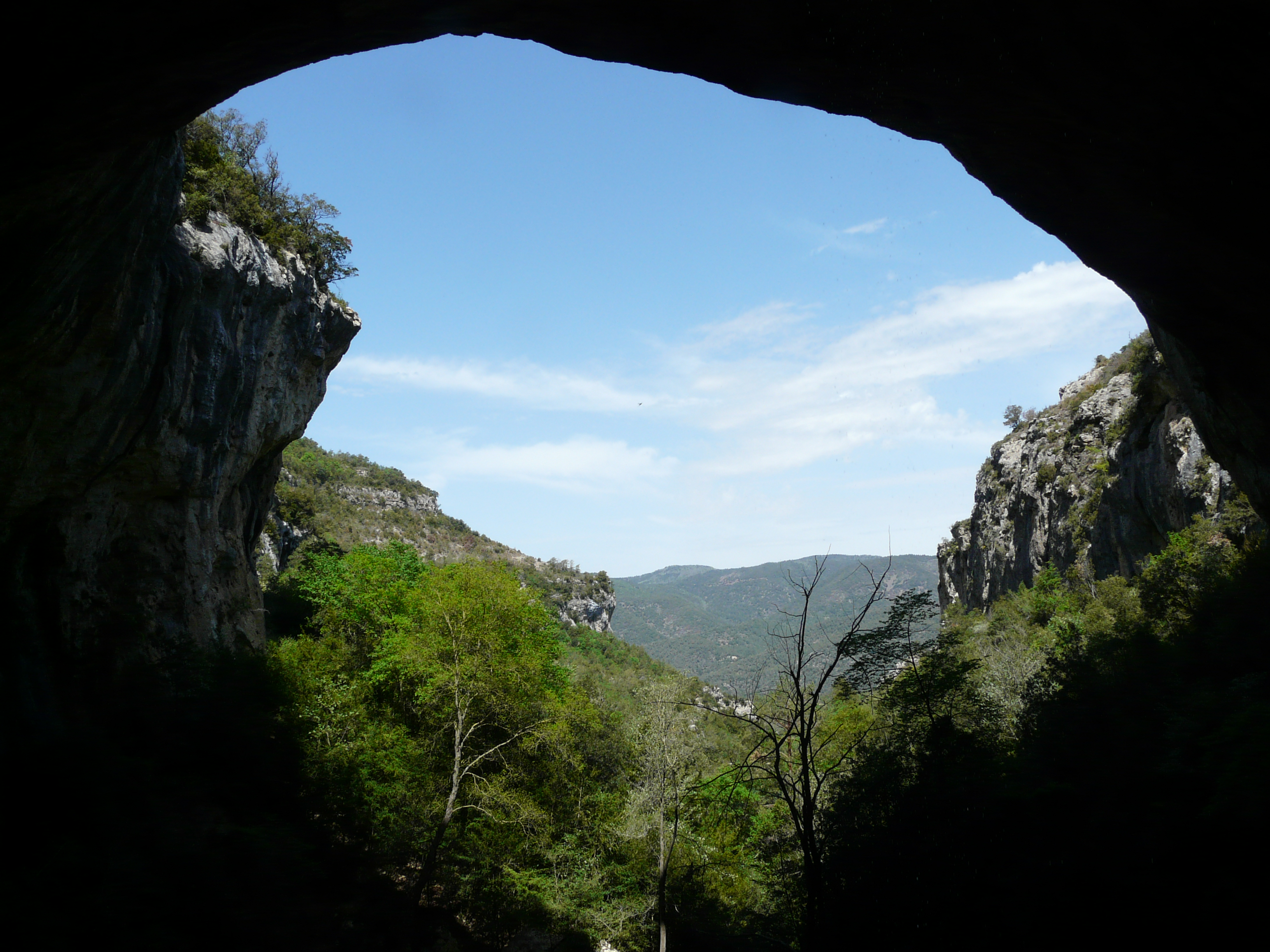
Cova de las Gralles, a 900 m, al final del barranco de las Llúdrigas, que se halla bajo los Tossales del Tomás y el Zanda, de 1034 m. Muy cerca de este Tossal, se halla la Font Nova, a 995 m, cuyo curso desemboca en les Gralles y abastece el río Brugent.

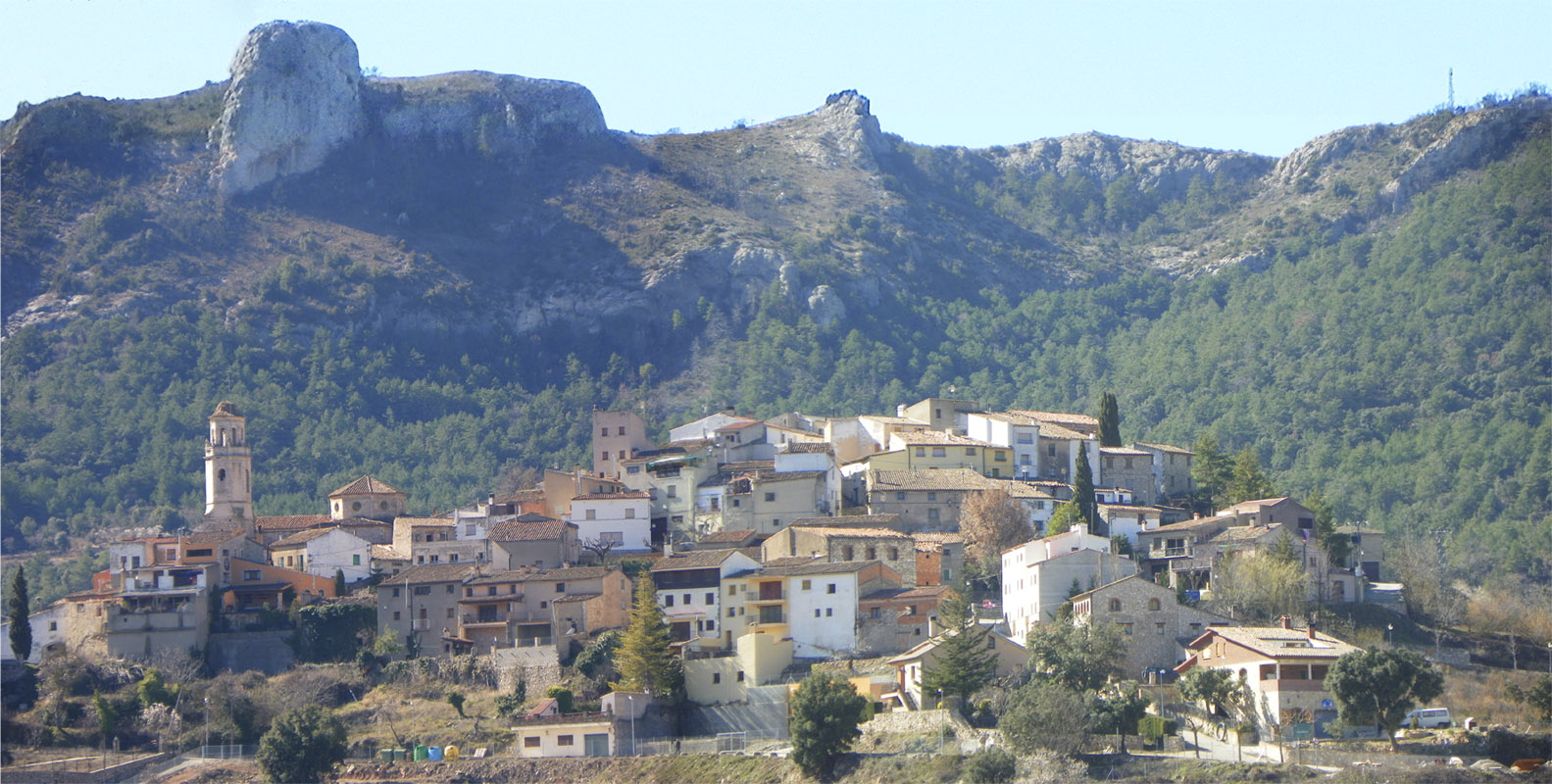
Capafons, donde nace el río Brugent

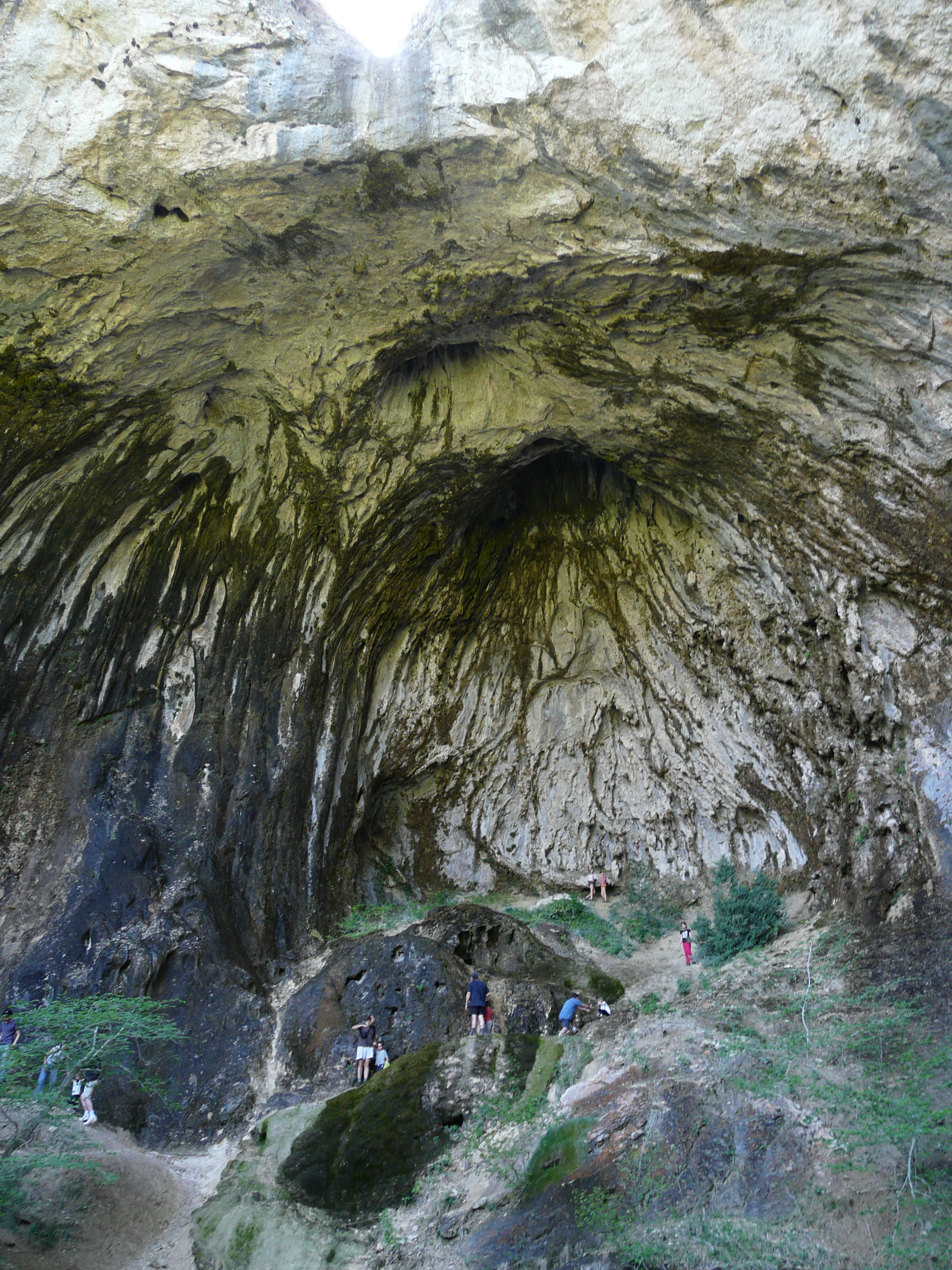
Cova de les Gralles, cerca de Capafons.

Algunos autores consideran que el nacimiento del río Brugent es la font de la Llúdriga, a unos 770 m de altitud, en el municipio de Capafons, donde hay censadas 53 fuentes, en una zona de pinos, álamos y encinas. El lugar está lleno de barrancos, roquedos y acantilados calcáreos que aquí se llaman cingles, y fuentes que dan lugar a numerosos arroyos. La fuente de la Llúdriga se encuentra en el barranco de la Llúdriga o Llódriga, bajo el Morral de la Devesa, un escarpe de unos 50 m, por donde discurre el ríu de l'Horta -que es como llaman los vecinos de Capafons al Brugent en su parte más alta, aunque por hallarse en el paraje de las Toscas o Tosques hay quien lo llame río Tosques-, se inicia en el altiplano de Els Motllats, en las montañas de Prades, a 1050 m, en la divisoria de aguas con el río Siurana. En la parte alta de este barranco, al oeste y por debajo del Tossal del Tomàs, de 1012 m, se encuentra la inmensa Cova de les Gralles (Cueva de las grajillas), con 15 m de fondo y un salto de agua de 60 m cuando llueve con cierta intensidad en els Motllats.
El río de l'Horta pasa junto al barrio de Les Hortes en Capafons, donde gira hacia el nordeste, cruza bajo el km 21,5 de la carretera TV-7041, atraviesa el barranco de Damunt Vila, y al unirse al río del Barral, poco después de la font del Molí, se convierte en el río Brugent, que, a poco más de 1 km, en el Mas d'en Toni, gira hacia el este, dirección que seguirá zigzagueando hasta su desembocadura en el río Francolí, en La Riba.
En esta zona hay frecuentes crecidas que pueden cambiar la fisonomía de los cauces, la vegetación o destruir los numerosos molinos. La crecida de 1994 fue muy violenta y destruyó molinos y movió grandes piedras. La del 1 de octubre de 2004 dejó el puente viejo de Capafons sin barandillas.

## Los molinos

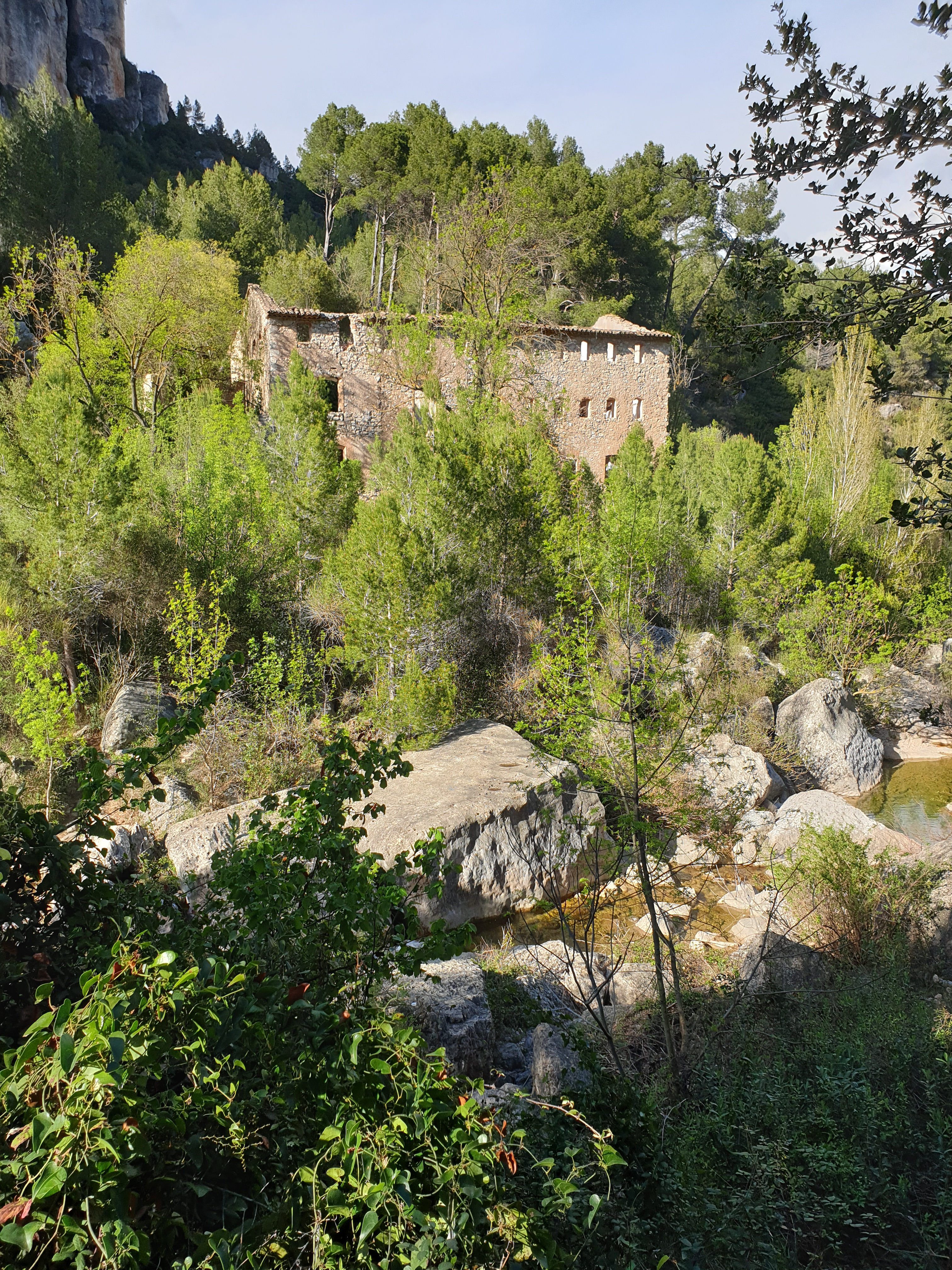
Molino de la Font Gran en el río Brugent, cerca de La Riba

Entre los molinos, hay varios tipos. Los hay harineros, de aceite y de papel. Los más numerosos son los papeleros, que utilizaban trapos, cáñamo, paja y hierba como materias primas y se golpeaban contra morteros de piedra para separar la fibra original. La fabricación del papel necesita mucha agua; primero se trocea la materia prima, paja o trapos, luego se lava bien y se deja pudrir en agua, más tarde se golpea con un mazo de molino o una piedra accionada por el río hasta convertirlo en pulpa de papel, que se filtrará y prensará para obtener una lámina de papel que se cuelga en hileras en el propio molino hasta su secado total.
En el río Brugent, había molinos papeleros de trapos en el siglo XIII, pero hasta el siglo XVIII no se inicia la explotación industrial con los molinos de Siurana, Cal Camps y Cap de la Riba. Llegó a haber 15 a orillas del río, y otros 20 en La Riba, hasta un total de 42 molinos que se alimentaban sobre todo de la paja de los cereales, traída en carros desde la comarca del Urgell, a la que se añadían trapos y alpargatas viejas con la suela de esparto. En los molinos papeleros vivía la familia del dueño o arrendador y los trabajadores. En los pisos altos se secaba el papel, en el inferior o el sótano se hallaban las mazas de madera que movía el río y los lavaderos, junto con las prensas.
Los molinos harineros eran más pequeños y se basaban en una rueda de molino vertical movida por la corriente que giraba sobre una piedra horizontal para moler el grano. Destacan los de Més Amunt, cerca de Capafons y los de Pinetell.
Molinos de aceite había tres, uno aislado, el moli d'Oli, bajo Farena, y dos juntos, el del mas d'en Toni y los del Pinetell.

### Término deCapafons
En la zona de Capafons, la mayoría de barrancos que dan origen al río Brugent tienen interés propio. El de Llenguaeixuta nace en la Sierra Plana, a 1000 m, y termina en la Font del Toll, a 750 m; el d'en Fort marca el recorrido más largo del Brugent, nace en lo más alto dels Motllats y acaba en el barranco del Toll para formar el río Ribatella; en su recorrido, hay una cueva, Argany, y en la fuente las Guixeres se encuentra alabastro; el de la Font Nova nace en el Llano de las Salòpies, a 1060 m, pasa por la cova de las Grallas y acaba en la font de la Llódriga, a 780 m. Aquí, en un lugar llamado las Toscas, toma nombre el río de l'Horta, que llega hasta el Pont Vell y el molino viejo de Balenyà, donde se junta con el río Barral, a 670 m, dejando atrás Capafons.

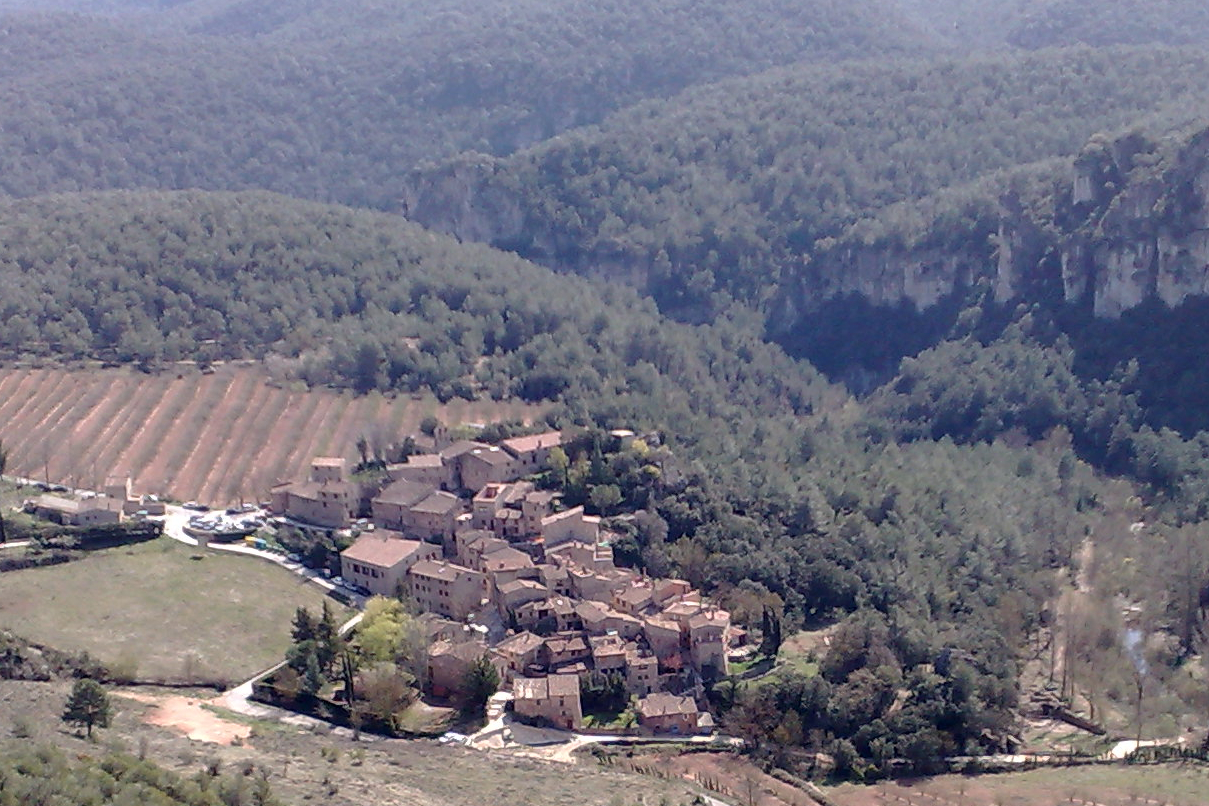
Farena y el barranco del río Brugent al fondo.

Englobados bajo el nombre de molinos de Balenyà hay varios molinos: el molino de Més Amunt, el molino del Mig y el molino de Més Avall, los tres harineros. El río discurre después entre elevados riscos, por un lugar llamado Las Fous hasta el puente del Besora, 1 km más abajo, a 640 m de altitud. Poco después, el río vira hacia el este, ya convertido en el Brugent; la Cova del Potro se halla en uno de los riscos, de cien metros de altura, bajo la Roca Alta, de 773 m. Se pasa junto a una roca singular llamada la Manugra.

### Término deMontreal
A 1 km, donde el río vira hacia el este, se hallan los restos del molino de aceite d'en Toni, que pertenecen al Mas d'en Toni. Aquí, la crecida de 1994 arrasó una plantación de avellanos. Apenas pasado el más se encuentra el Toll o poza de la Pastera, y enseguida una de las balsas más conocidas del lugar, el Toll de la Olla o poza de la Olla. Un par de kilómetros río abajo, antes de llegar a Farena, se encuentra la font de Frena, el pequeño molino harinero del Po, antes del puente del camino de la Cadeneta, reconstruido en 1995 por la inundación de 1994. Inmediatamente después se halla la Font Calenta, y unos 20 m por encima se encuentra el pueblo de Farena.
A poca distancia, por debajo de Farena, se encuentra el molino del Oli, con algunas partes restauradas después de la última crecida. Se hacía aceite después de la guerra.

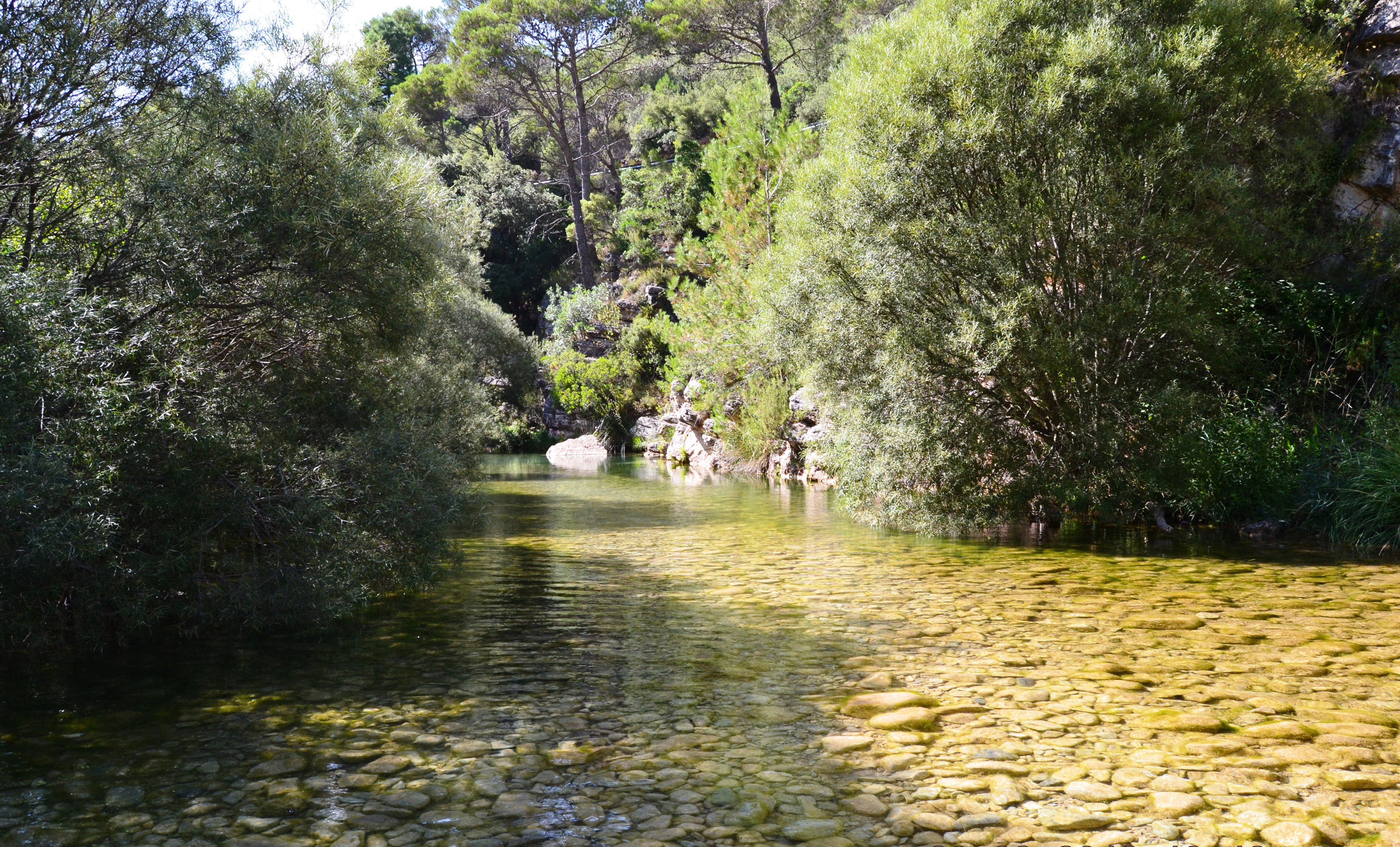
Río Brugent

Después de pasa bajo los riscos del Castellot y la Roca Molnera, de más de 60 m de altura, con grandes peñascos en el río, y se llega al molino d'en Fort, en un meandro del río donde se encuentra la pequeña piscifactoría del Molí d'en Fort. Aquí había un molino harinero, una pequeña turbina hidroeléctrica que funcionó entre los años 40 y 70, y una prensa papelera, que ahora está en el museo de Montblanch. En la piscifactoría se crían truchas y cangrejos autóctonos para repoblación.
Desde el molí d'en Fort salía una acequia hasta el siguiente molino, el molino del Borrós, entre el río y el acantilado, papelero.
A otros 200 m río abajo se encuentran los restos del molino del Cristí, alimentado por la misma acequia, entre río y montaña y con los restos de la balsa. A otros 200 m se encuentra el molino de Vilalta, harinero, y enseguida, la confluencia con el río Sec.
Siguiendo el río se encuentra el molino papelero del Castellá, un gran edificio en ruinas por cuyo interior lleno de vegetación pasa el camino. Desde aquí, el camino y el río circulan entre grandes riscos que se van cerrando hasta llegar al Toll o poza de l'Esqueix. Aquí, hay que pasar dos puentes tibetanos a una altura de 4 y 5 m, y luego seguir por un camino junto a las rocas con cuerdas y pasarelas de madera. El desnivel es de 100 m entre el río, a 450 m, y la Roca Alta, a 550 m, por encima. Enseguida se llega a la Font Grossa y al puente de los Pescadores, donde se encuentran los restos de los molinos del Pinetell.

### Término deMontblanch, entidad de El Pinetell de Rojals

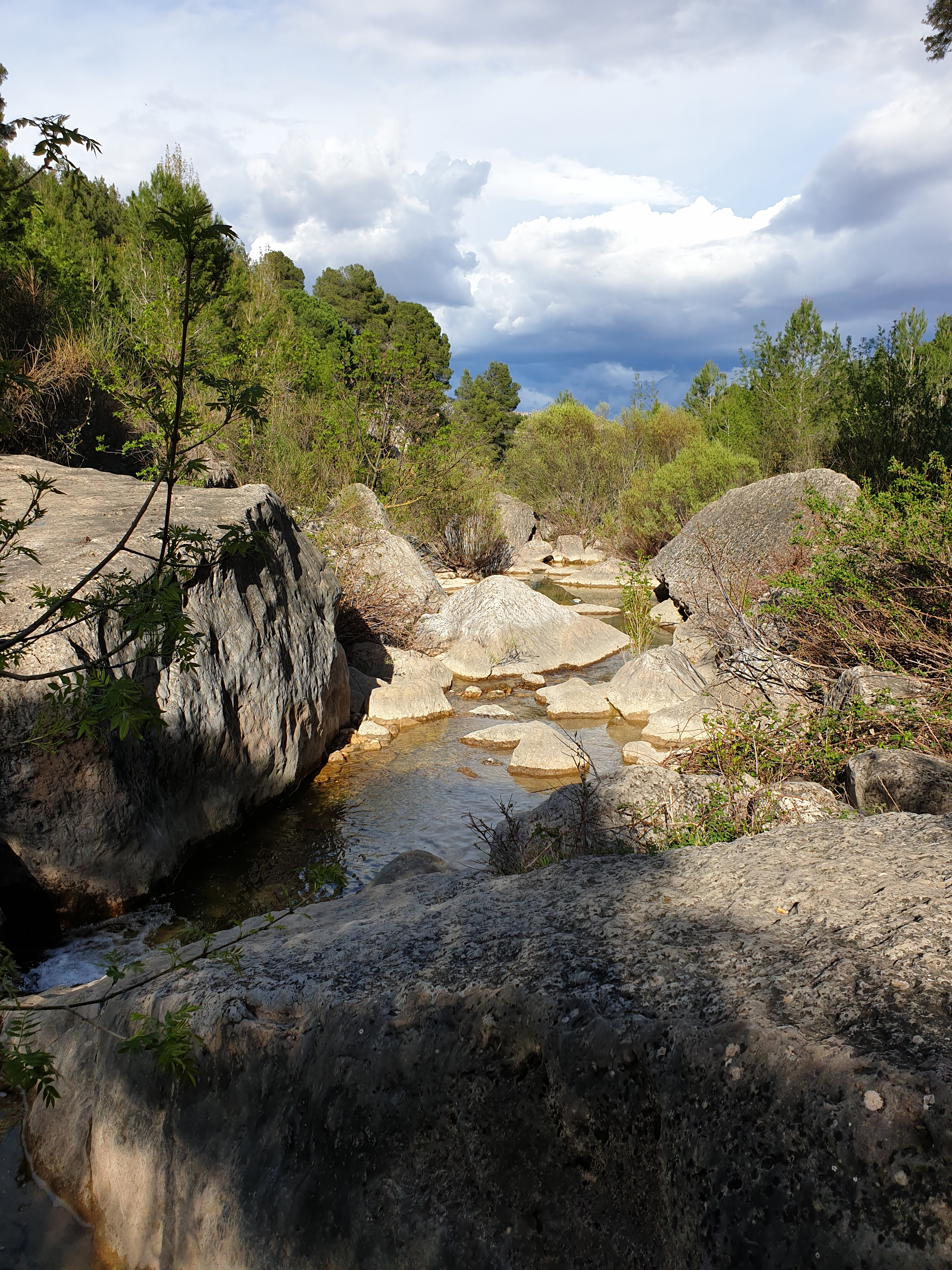
Río Brugent bajo el molino de la Font Gran

El Pinetell o Pinatell de Rojals es una entidad de población o pedanía que pertenece a Montblanch y que esta casi abandonado, con solo 7 habitantes censados. Por debajo de El Pinetell, al final del barranco de los Ladrones o dels Lladres, se encuentran los molinos del Pinetell, a unos 500 m y 150 m de desnivel, a 458 m de altitud. Aquí había un molino de aceite y uno de grano con dos ruedas, una de trigo y otra para legumbres.
Un poco más abajo de los molinos del Pinatell se encuentran los escasos restos del molino de la Heura, derribado en la crecida de 1994, y enfrente, el molino papelero del Costa, muy dañado en las lluvias del día de Santa Tecla de 1874.
Menos de 1 km más abajo se encuentra el molino papelero del Sué y la fuente del Ferreró. Más abajo, a 430 m, hay una balsa y una isla de río poco antes del molino papelero de l'Ombra, la entrada del risco de Roquerols, que da paso a la resclosa o presa del Raulet. Aquí a 420 m, la carretera TV-7044, que venía siguiendo los pueblos, se acerca al río por la orilla izquierda, donde se encuentra por la derecha la unión con el torrente d'en Rull.
Después de pasar bajo el escarpe de la Paradota, el río gira hacia el sudeste donde se encuentran la Cova de l'Isard, el molino de Figuerola y la ermita de Sant Domènec. Los restos del molino papelero de Figuerola consisten en un gran edificio sin techo que tenía una fábrica de electricidad, cuya maquinaria fue trasladada al molino d'en Fort. Desde aquí el agua iba por una acequia cercana hasta el molino del Jan o de la Jana, un centenar de metros más abajo, donde la carretera cambia al lado derecho del río Brugent. Este molino, a 406 m, donde desemboca el Mal Torrent, está bien conservado.

### Término deLa Riba
Poco después, se encuentra el molino papelero dels Tresos, ya en el término de La Riba. Lleva este nombre porque perteneció a tres dueños que repartían a partes iguales gastos y beneficios (a terços). Fue destruido en 1874, pero sus restos se pueden ver al lado de la carretera.

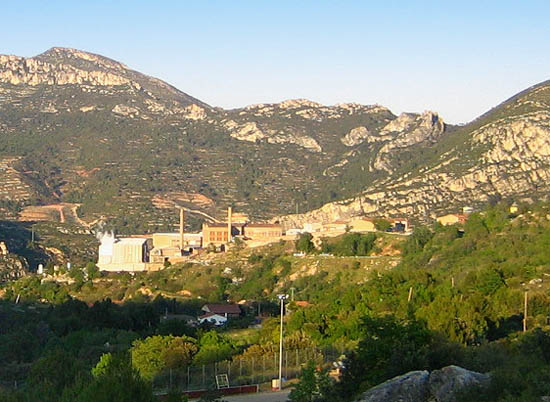
Vista de La Riba

La carretera sigue junto al río por una garganta y después la pared se separa hacia el norte en el escarpe dels Pins Alts, y en una zona más amplia, a 370-400 m, a la izquierda del río, se encuentra el Molí de la Font Gran, los restos de otro gran edificio papelero de cuatro plantas. En la otra orilla, en el km 3,5 de la TV-7044, se encuentra el Campamento Juvenil de La Riba y la ermita de Mare de Déu de Grácia. Un poco más abajo, el río pasa junto a la Font Gran y el Refugio dels Masets, por donde pasa el GR-7 que une Andorra y el estrecho de Gibraltar y que permite acceder a la Ruta del Císter.
El río pasa después junto a la entidad de población de las Hortasses, la Font de la Teula, el molino d'en Serra y el molino del Mas, siempre bordeando la localidad de La Riba. pasa junto al cementerio de La Riba, a Font del Barber, y se une en la Font de La Riba, en el pueblo, al río Francolí, a 225 m de altura.

#### La crecida de 1874
El año 1874, las lluvias de Santa Tecla provocaron desastres en La Riba. las aguas del río Brugent se llevaron los dos molinos viejos de Figuerola, destruyeron el molino de los Tresos, donde uno de los propietarios perdió la vida, y el molino de Pascual quedó también arruinado. La confluencia del río Brugent y el Francolí, a causa de la entrada del primero en sentido opuesto al del segundo, provocó una acumulación de agua que se llevó el puente, el molino del Manxes, donde también hubo víctimas, y el molino de los Capellanes.

## La pesca
El río Brugent ha sido rico en pesca, y entre las especies más apreciadas se hallan las truchas (introducidas) y los cangrejos de río europeos, aunque también hay barbos y carpas. Actualmente, solo se puede aprovechar para la pesca una parte del río, ya que aguas abajo está muy contaminado por las papeleras que vierten sus residuos. Un conjunto de establecimientos aprovecha la potencia que genera con su caudal, sobre todo desde la Font Gran, con más de 100 litros por segundo de media anual, y las aguas desviadas para las papeleras.
Entre las especies comunes de los ríos mediterráneos, en las montañas de Prades y el río Brugent, como en el Glorieta, se encuentran: musgo acuático, cola de caballo, sauce gris, gasterópodos del tipo Ancylini, cangrejo de río europeo del género Astacidae, crustáceos de la familia Gammaridae, perlas del género Ecdyonurus, Perla marginata, y la especie Siphonoperla torrentium, libélula tigre, libélula Chalcolestes viridis, guérridos (zapateros), escarabajos del género Dytiscus, frigáneas del género Hydropsyche y Rhyacophila, mosca negra del género Simulium, tábanos, barbo colirrojo, ciprínidos de la especie Squalius laietanus (bagra catalana), trucha común (introducida), rana común, culebra de agua, garza real, ruiseñor bastardo y rata de agua.

## Poblaciones
- Capafons
- Farena, entidad de Montreal
- El Pinetell, entidad de Montblanch
- Les Hortasses, entidad de La Riba
- la Riba

## Afluentes
- Barranc de la Llenguaeixuta
- Barranc de la Llúdriga
- Riera del Barral
- Barranc de l'Escolta
- Barranc del Tossal Gros
- Barranc del Mas d'en Verd
- Barranc de Comallonga
- Barranc del Tous
- Barranc de Pinró
- Mal Torrent